# مات فاولر
مات فاولر (بالإنجليزية: Matt Fuller)‏ هو لاعب كرة قدم أسترالية أسترالي، ولد في 1 يونيو 1990.